# Walk Like a Dragon
Walk Like a Dragon (bra Comprei uma Escrava) é um filme estadunidense de 1960, do gênero faroeste, dirigido por James Clavell, com roteiro dele e de Daniel Mainwaring.

## Sinopse
Em São Francisco (Califórnia), 1870, um cowboy compra e liberta uma escrava chinesa, mas desperta intolerância racial quando a leva para sua casa.

## Elenco
- Jack Lord ....... Lincoln 'Linc' Bartlett
- Nobu McCarthy ....... Kim Sung
- James Shigeta ....... Cheng Lu
- Mel Tormé ....... o diácono
- Josephine Hutchinson ....... Ma Bartlett
- Rodolfo Acosta ....... xerife Marguelez (como Rudolph Acosta)
- Benson Fong ....... Wu
- Michael Pate ....... Reverendo  Will Allen
- Lilyan Chauvin ....... Madame  Lili Raide
- Don Kennedy ....... Masters
- Donald Barry ....... Cabot